# Пам'ятник Тарасові Шевченку (Косів)
Пам'ятник Тарасові Шевченку в Косові — погруддя українського поета Тараса Григоровича Шевченка в селі Косів Чортківського району на Тернопільщині.
Пам'ятка монументального мистецтва місцевого значення, охоронний номер 630.

## Опис
Пам'ятник споруджено 1990 року. 
Погруддя виготовлене з бетону, висота —1,8, постамент — із каменю, висота — 0,5 м.
Погруддя масового виробництва.